# Friedrich Ludwig von Geß

Friedrich Ludwig von Geß

Friedrich Ludwig Geß, ab 1876 von Geß, (* 21. Dezember 1828 in Ellwangen; † 24. April 1905 in Esslingen am Neckar) war ein deutscher Jurist und Politiker.

## Leben
Nach dem Besuch der Lateinschule in Nürtingen besuchte Friedrich Ludwig Geß das evangelisch-theologische Seminar in Maulbronn. In Tübingen studierte er von 1847 bis 1852 Rechtswissenschaften und war seit 1847 Mitglied des Corps Rhenania Tübingen. 1851 legte er die erste, 1852 die zweite Höhere Justizdienstprüfung ab, anschließend fand er Verwendung als Justizassessor bei den Oberamtsgerichten in Welzheim, Urach und Rottweil. 1855 wurde er zum Gerichtsaktuar beim Gerichtshof in Esslingen und 1857 in den Zivilsenat des Kreisgerichtshofes in Ulm berufen, 1867 wurde er dort Oberjustizrat. 1872 übernahm er als Kreisgerichtsrat bei der Strafkammer des Kreisgerichtshofes in Tübingen den stellvertretenden Vorsitz, daneben war er Präsident des Schwurgerichts in Tübingen. Weitere Stationen seiner beruflichen Laufbahn waren die Schwurgerichte in Esslingen, Ravensburg und Rottweil. Zeitweise war er als Ministerialreferent im Innenministerium in Stuttgart tätig. Im Oktober 1879 wurde er dann Reichsgerichtsrat am Reichsgericht in Leipzig. 1891 trat er in den Ruhestand.

## Politik
1877 wurde er erstmals in den Landtag gewählt, nach seiner Ernennung zum Reichsgerichtsrat musste er das Mandat 1879 jedoch wieder abgeben. Nach seinem Eintritt in den Ruhestand bewarb Friedrich Ludwig Geß sich erneut um ein Landtagsmandat, 1895 wurde er im Wahlkreis Esslingen auch gewählt. Das Mandat übte er bis zu seinem Tod 1905 aus.
1878 wurde Geß im Wahlkreis Württemberg 6 (Reutlingen, Tübingen, Rottenburg) in den Reichstag gewählt. Aufgrund seiner Berufung an das Reichsgericht erlosch das Mandat am 16. März 1880. Seine weiteren Reichstagskandidaturen 1898 und bei einer Ersatzwahl 1899 im Wahlkreis Württemberg 5 (Esslingen) führten nicht zum Erfolg. Bei beiden Wahlen unterlag er knapp in der Stichwahl.
Geß war außerdem Vorsitzender der Deutschen Partei in Württemberg und Mitglied des Gemeinderats der Stadt Esslingen.

## Familie
Friedrich Ludwig Geß war der Sohn des Oberamtsrichters Christian Friedrich Wilhelm Geß in Ellwangen († 1839). Er heiratete in erster Ehe Maria Frank, in zweiter Ehe dann 1859 Sophie Stumpf, mit ihr hatte er drei Kinder.

## Auszeichnungen
Friedrich Ludwig Geß erhielt 1876 das Ritterkreuz 1. Klasse des Ordens der württembergischen Krone, was mit dem persönlichen Adelstitel (Nobilitierung) verbunden war. Ebenfalls 1876 wurde er mit dem Kommenturkreuz II. Klasse des Friedrichs-Ordens ausgezeichnet.